# Cava (Catalogne)
Pour les articles homonymes, voir Cava.
Cava est une commune de la comarque de l'Alt Urgell dans la Province de Lleida en Catalogne (Espagne). Elle appartient à la région naturelle de Baridà.

## Géographie
Commune située dans les Pyrénées

## Entités de population
Cava comprend 3 hameaux :
- Ansovell (33 habitants) ;
- Cava (12 habitants) ;
- El Querforadat (15 habitants).